# Jean Franco (alpiniste)
Pour les articles homonymes, voir Jean Franco.
 (mars 2015).
 (mars 2015).
Pas d'image ? Cliquez ici
Jean Franco, né le 19 juillet 1914 à Nice et mort le 2 décembre 1971 à Montagnat (Ain), est un alpiniste et écrivain français.
Il est guide de haute montagne et résistant pendant la Seconde Guerre mondiale. Co-auteur en 1944 avec sa femme Jeanne Franco de la première ascension du pilier Sud des Écrins dans les Alpes, il est nommé, après la guerre, responsable du collège des Praz en 1946 puis, en 1951, coordinateur des expéditions françaises dans l'Himalaya. Il est le chef de mission des expéditions 1954 et 1955 au Makalu au Népal. Entre le 15 et 18 mai 1955 son équipe atteint le sommet, le 5e plus haut du monde. Cette expédition de 1955 est également la première mondiale dans laquelle tous les membres de l'équipe parviennent au sommet d'un plus de 8 000 m. Il dirige également en 1959 la seconde des trois expéditions françaises au Jannu, (la troisième, en 1962, parvenant au sommet). Il est nommé en 1957 directeur de l'École nationale de ski et d'alpinisme (ENSA) de Chamonix. Il partagera ses aventures à travers des ouvrages qui deviendront des références de l'alpinisme et du sport extrême, tels Makalu en 1955 ou Bataille pour le Jannu avec son ami et coéquipier Lionel Terray chez Gallimard en 1965.

## Biographie

### Origines et cultures de familles
Né à Nice en 1914, il se déclare, dans ses ouvrages, très attaché et respectueux des cultures traditionnelles des vieilles familles du comté de Nice par son père, du clan des Franco de Falicon (famille Franchi, de La Brigue et Cuneo), ainsi descendant de différentes fratries (Verani, Amirato, Auda, Bottini, Icardi, Barralis, Prioris, Raibaudi, Astraudo, de Nigris - Negre, Bestoso, Ardoino) de l'armorial du « blasonario Nobili piemontese/nizzardo subAlpino » depuis le XVIIe siècle, et du Piémont par sa mère (famiglia Garro de Caraglio dans la province de Coni).
Il est le fils de Giovanni Antonio Franco (1872), jardinier botaniste travaillant pour la ville de Nice à l'aménagement, marié en 1909 à Anna Garro. Jean Franco grandit dans le quartier du vieux-Nice de l'après première guerre mondiale, chez ses parents au 6 de la rue Sainte-Réparate. Cette identité de nissart et piémontais restera par la suite une donnée capitale de son parcours puisqu'il incarnera le lien entre France et Italie, facilitant les relations entre les deux cultures alpines.

### Jeunesse et formation
Ancien élève de l'école normale de Nice, il décide de ne pas monter à Paris continuer l'École normale supérieure, afin de pouvoir rester dans sa région natale du comté de Nice et du Piémont et pouvoir se consacrer à sa passion pour la montagne. Les Alpes, décor naturel de sa jeunesse passée entre ses familles à Nice sur la Méditerranée, et dans la région de Cuneo dans les Alpes du Piémont italien.
Il est d'abord instituteur, puis nommé guide de haute montagne en 1943. Pendant la seconde guerre mondiale, il entre dans les réseaux clandestins de résistance composés de nissarts fidèles au général de Gaulle et d'Italiens exilés fuyant le régime fasciste. Il rejoint des réseaux Alpini, et participera à la libération de Nice. En plus de la résistance, il est co-auteur en 1944 avec sa femme, Jeanne Franco, de la première ascension du pilier Sud des Écrins dans les Alpes. À la fin de la guerre, il a 30 ans.
Il est nommé en 1946, à 32 ans, responsable au collège des Praz, l'École nationale des sports de montagne spécialisée dans l'initiation pour guide de haute montagne et, pendant des années, multiplie les expéditions en tant que chef de mission et premier de cordée pour explorer les différents sommets des Alpes et intensifier ainsi les programmes de formation de l'école technique des guides. De double culture et langue française et italienne, il facilite le rapprochement entre les cultures française et italienne et la création de nouvelles structures de formation pour les pratiques de l'alpinisme dans la période sensible de l'après-guerre.

### L'époque des premières expéditions himalayennes de l'extrême des années 1950
L'époque des années 1950 se passionne pour ces nouveaux sports de l'extrême. À la suite d'Edmund Hillary et des expéditions Everest de 1947-1950, des expéditions, principalement du Commonwealth, américaines ou russes, sont envoyées à l'assaut des plus hauts sommets du monde, notamment dans l'Himalaya qui devient le sanctuaire mondial du sport extrême. À cette époque, l'alpinisme en France et en Italie n'est pas sur cette thématique, privilégiant l'aspect ethnographique et techniques de survie en conditions extrêmes avec les expéditions d'alpinisme menées par Maurice Herzog dans l'Annapurna en 1950 ou Gaston Rébuffat, d'explorations menées par Roger Frison-Roche, ou de volcanologie menées par Haroun Tazieff.
Afin de s'adapter à ces nouveaux défis humains et techniques du sport extrême de l'époque, le Ministère et l'ENSA créent une structure nommée « comité de l'Himalaya d'alpinisme » coordonnée par Lucien Devies, le président de la fédération française de la montagne. Devies nomme en 1951 Jean Franco pour mettre au point un programme afin de préparer et mener les expéditions spécifiquement ascensionnelles des années 1950.
L'équipe de France et d'Italie accuse un net retard sur l'exploration des sites de l'Himalaya menée depuis le Népal (alors sous protectorat britannique), dans les domaines de la technique, de l'expérience et de la logistique, sur les équipes anglo-américaines qui disposent en outre de moyens financiers considérables pour mener à bien leurs opérations. En 1952, les équipes de Jean Franco se lancent dans différentes expéditions de préparation dans les Alpes afin d'expérimenter de nouvelles techniques pouvant permettre de rattraper ce retard. Après de premiers succès à moyenne échelle, l'objectif est fixé de tenter l'ascension d'un sommet himalayen avec une équipe alpine franco/italienne, afin de rejoindre le club très fermé des expéditions du Commonwealth, américaines et russes qui concentraient jusqu'alors l'essentiel des succès sur place.
Après une première tentative infructueuse en 1951, le 29 mai 1953 l'expédition du Commonwealth menée par John Hunt devient la première à vaincre l'Everest avec Edmund Hillary et Tensing Norgay. Le comité français de l'Himalaya accélère son programme et annonce une mission pour l'année suivante. Les autres expéditions ayant déjà pris une large avance dans l'exploration des différents sommets possibles et des moyens logistiques à leur disposition, Franco choisit de se concentrer sur le dernier sur lequel on ne sait encore que très peu de chose : le Makalu, cinquième sommet de la terre, montagne sacrée de la culture tibétaine et qui revêt une symbolique mystique très particulière pour les équipes népalaises de Sherpas. 
Le Makalu est tenté au printemps 1954, sans succès, par l'équipe américaine de William Siri qui doit arrêter son ascension à 7 100 mètres pour cause de fortes tempêtes, puis par l'équipe de Nouvelle-Zélande menée par Sir Edmond Hillary qui elle aussi ne peut atteindre la cime. Jean Franco mène à leur suite une première équipe qui arrive au Népal en septembre 1954 pour une mission de reconnaissance prévue juste avant que l'hiver himalayen ne débute. Plutôt que tenter une ascension directe comme ses prédécesseurs, l'équipe emploie une tout autre méthode et passe de longues semaines à tourner autour de la montagne pour s'en imprégner, la découvrir sous différents angles, et imaginer de nouvelles pistes possibles pour atteindre son sommet. Le 22 octobre 1954, l'équipe composée de Jean Franco, Lionel Terray et Gyaltsen Norbu réussit la première ascension du Kangchungtse (ou Makalu II, sommet secondaire du Makalu). Froid et gel d'hiver des sommets mettent fin aux assauts des équipes sur le site.
L'équipe rentre en Europe en décembre et commence un programme de préparation dans les Alpes jusqu'en mars 1955. Un programme intensif spécifiquement conçu en hautes altitudes alpines afin de pouvoir commencer directement l'ascension, sans temps d'acclimatation, lors de la prochaine tentative sur le Makalu, dès que la fenêtre climatique se rouvrira au printemps, dans le peu de temps possible entre l'hiver glacial et l'arrivée des moussons d'été.

### Première mondiale 1955 sur le Makalu
Après la coupure d'hiver, en avril 1955, quatre expéditions sont en lice : l'expédition américaine qui s'est considérablement renforcée en matériel et mise sur une montée par la face sud qu'elle a déjà repéré en 1954, une nouvelle expédition du Commonwealth qui elle préfère d'abord commencer par s'attaquer au Kangchenjunga puisque les précédentes expéditions pour tenter le Makalu se sont révélées des échecs, et une expédition austro-russe composée quasi uniquement de sherpas népalais locaux. Jean Franco mène lui sa nouvelle équipe Franco/Italienne qu'il a renforcé de nouveaux équipiers. À la différence des autres, l'équipe choisi un tracé plus risqué pour escalader, par la face la plus périlleuse d'après connaissances et matériel technique de l'époque : la face nord par son arête nord-est, avec camp de base final juste sous le sommet, à plus de 7 000 mètres.
L'équipe de France et d'Italie est composée d'un « carré magique » de l'alpinisme d'élite européen de cette époque des années 1950 pour les expéditions extrêmes : Lionel Terray (34 ans) et Jean Couzy (32 ans) de l'équipe française des Praz et de l'ENSA de Chamonix, associée à l'école italienne via Jean Franco (40 ans) et Guido Magnone (38 ans) de l'école alpine Franco/Italienne. L'équipe arrive parfaitement entraînée après son hiver de stage de préparation intensif dans les Alpes et, à la différence de 1954, rentre cette fois directement dans le vif du sujet de l'ascension. Après un mois de montée sur ce tracé très technique et inédit, l'équipe rejoint son camp de base final le 14 mai, et parvient au sommet les 15 et 16 mai 1955 pour établir cette première mondiale. Le Makalu tombe ainsi cette année 1955, et l'équipe dirigée par Jean Franco avec Terray, Couzy, et Magnone, rentre à jamais dans le tableau des alpinistes pionniers ayant réussi les premières mondiales des 5 plus hauts sommets du monde, surnommés par l'école internationale d'alpinisme « The world's five ».

### Philosophies de l'alpinisme
Jean Franco dirigera par la suite la mission d'expédition au camp 6 lancée dans la montagne Jannu de l'Himalaya en 1959, dans un cycle comprenant l'expédition préparatoire 1957 menée par Guido Magnone, et l'expédition finale 1962 dirigée par Lionel Terray, atteignant le sommet pour une nouvelle première mondiale des équipes de France et Italie d'alpinisme. 
Cette triple expédition de 1957, 1959, et 1962 est rentrée dans l'histoire de l'alpinisme pour une tout autre raison que l'expédition Makalu qui avait accompli une « première » en 1955.
Comme rapporté par leur témoignage dans leur ouvrage, à Darjeeling, en 1955, l'équipe de France et d'Italie de Jean Franco, Terray, Couzy et Magnone, qui vient de décrocher le Makalu, rencontre les deux équipes d'Angleterre et du Commonwealth qui elles reviennent victorieuses de l'ascension du Kangchenjunga. Lors de ces rencontres rentrées dans la légende de l'alpinisme, retranscrites dans différents ouvrages avec des points de vue complémentaires, l'équipe britannique félicite avec fair-play l'équipe franco-italienne pour avoir tombé le Makalu « au culot » et pour sa rentrée dans le tableau très fermé des premières ascensions des 5 sommets du monde. L'équipe Makalu 1955 de Jean Franco entrée dans ce tableau des premières pour les cinq sommets, en étant, quoi qu'il advienne par la suite, la seule équipe, avec celle d'Herzog, non issue du Commonwealth ou d'Amérique à y figurer. Jean Franco s'entretient avec Tensing Norgay qui lui parle des spécificités du Jannu autant d'un point de vue technique que mythologique selon les traditions locales. Celui-ci la lui décrit non comme une montagne, mais comme un géant qui monte la garde des cieux. 
À cette occasion, l'équipe anglo-saxonne annonce son intention de tenter l'ascension de tous les autres plus hauts sommets du monde pour reculer toujours plus loin la pratique de l'alpinisme. L'équipe franco-italienne lui répond par son intention d'en explorer un autre aspect. Non pas s'attaquer de façon systématique à tous les plus hauts pics, mais travailler sur la durée et faire se succéder différentes équipes pour se confronter non pas à ce qui est le plus haut mais à ce qui est le plus difficile au point de vue technique et de la faisabilité humaine. L'équipe de Jean Franco annonce donc le début d'un programme autour de la montagne Jannu de l'Himalaya qui recèle des montagnes moins hautes mais plus difficile à affronter.
Très proche de l'ENSA, l'école nationale du ski et de l'alpinisme de Chamonix, pour ses expéditions, Jean Franco est nommé à la tête de l'institution en 1957, à 43 ans. Sa mission sera de maintenir l'école nationale parmi les meilleures écoles du monde du point de vue des techniques d'alpinisme, et de diriger des programmes pour moderniser et développer la formation des futurs alpinistes des années 1960 et 1970 qui deviendront aventuriers d'expéditions sur sommets extrêmes, guides de haute montagne, ou pisteurs secouristes.
Nouveau directeur, Franco confie donc à Guido Magnone l'expédition de 1957 avec pour objectif de faire un premier repérage et une analyse de la zone étendue du Jannu et des obstacles techniques de chaque section. Deux ans plus tard, en 1959 Franco prend lui-même la direction d'une équipe élargie qui part sur place continuer les pistes et expérimenter de nouvelles techniques. L'expédition arrive au camp 6 à 7 350 mètres, alors qu'elle s'apprête à faire tomber son sommet elle est stoppée par des murs de glace qui en empêchent l'accès et le manque de matériel. L'équipe poursuit donc dans la vallée du Jannu où elle continue son travail spécifiquement technique sur différents sommets intermédiaires et ses expériences sur la survie en conditions extrêmes. De 1959 à 1961, le trio Franco, Terray, Magnone utilise cette expérience pour mettre au point de nouveaux programmes de préparations, d'escalades, et de mise en point de matériel innovant pour les ascensions extrêmes. Après cette phase de recherches, Franco (alors déjà âgé de 47 ans) et Magnone (la partie italienne de l'équipe) sont attachés à d'autres objectifs par le nouveau comité national qui vient d'être nommé en 1961 et veut promouvoir une nouvelle génération de cordée. Franco insiste néanmoins pour que la direction de l'expédition 1962 soit confiée à son ami Terray, qui la mènera d'ailleurs au succès. Les deux compagnons de cordée co-signeront ensemble l'ouvrage se référant à cette aventure et qui sera publié chez Gallimard en 1965, et en version en langue anglaise sous le titre At grips with Jannu en 1967 pour le public international.
En 1959, il apporte un soutien logistique à l'expédition féminine au Cho Oyu à laquelle participe sa femme.
Tout en poursuivant son œuvre de formateur à l'ENSA, Jean Franco est nommé, à la fin des années 1960, inspecteur général et conseiller technique auprès du ministère de la jeunesse et des sports.
Il décède à 57 ans en 1971, dans un accident de voiture. Le centre de l'ENSA à Chamonix sera nommé en son honneur.

## Hommages
Le siège de l'ENSA, porte le nom de Centre Jean Franco en 1975, après son décès. Le collège du village de montagne de Saint-Étienne-de-Tinée, dans la vallée de la Tinée de ses Alpes-Maritimes natales, porte également son nom. 
En 2014 et 2015, centenaire de sa naissance, et pour les 60 ans de la première victoire mondiale dans l'Himalaya, ont lieu des hommages dans le monde sportif à Nice, dans les Alpes-Maritimes, et dans le Piémont en Italie.